# Serapias stenopetala
Serapias stenopetala е вид растение от семейство Орхидеи (Orchidaceae). Видът е критично застрашен от изчезване.

## Разпространение
Разпространен е в Алжир и Тунис.